# Phi Beta Kappa
La Sociedad Phi Beta Kappa, o simplemente Phi Beta Kappa (ΦΒΚ), es una sociedad de honor académica de Estados Unidos. Su misión es "celebrar y promover la excelencia en las humanidades y las ciencias", e introducir "a los estudiantes más destacados de las artes y las ciencias en las universidades líderes de Estados Unidos." Fundada en The College of William and Mary el 5 de diciembre de 1776, como la primera hermandad colegiada con nombre de letras griegas, se encuentra entre las más antiguas sociedades de pregrado en los Estados Unidos.
Phi Beta Kappa está ampliamente considerada como la más prestigiosa sociedad de honor en el campo de las artes y las ciencias en los Estados Unidos, y ha servido de inspiración para otras sociedades de honor académicas, como Delta Epsilon Sigma, Delta Epsilon Iota, Phi Kappa Phi, y Omicron Delta Kappa.
Phi Beta Kappa fue también la primera organización colegial en adoptar un nombre de letras griegas. Actualmente[¿cuándo?] hay 276 capítulos con más de medio millón de miembros.
Phi Beta Kappa (ΦΒΚ) representa el lema de la sociedad: Φιλοσοφία Βίου Κυβερνήτης o philosophia Biou kybernētēs - "El amor por el aprendizaje es la guía de la vida."

## Historia

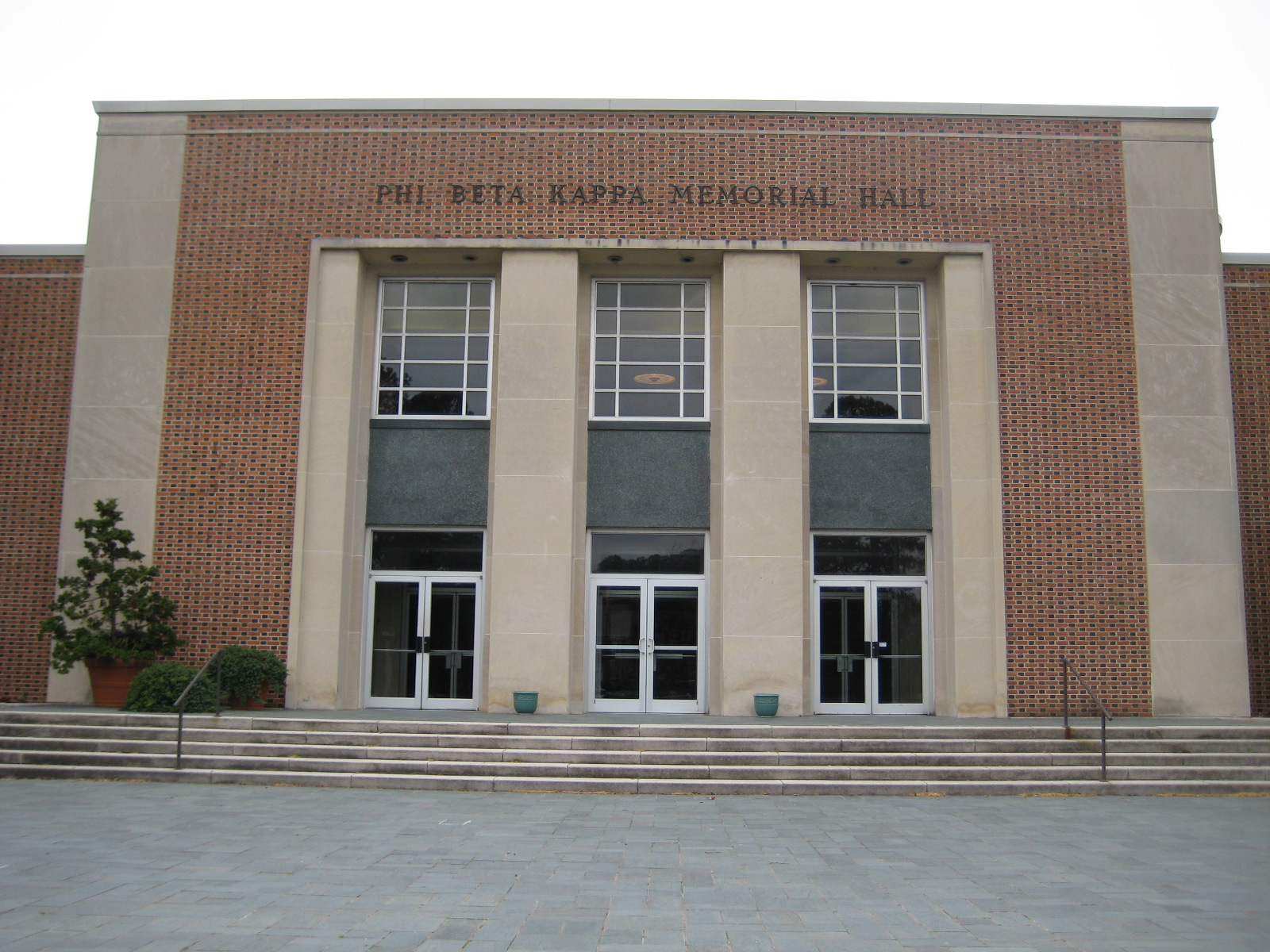
Entrada a las instalaciones actuales del Phi Beta Kappa Memorial Hall en The College of William & Mary

La Sociedad Phi Beta Kappa fue fundada el 5 de diciembre de 1776 en el Colegio de William y Mary en Williamsburg, Virginia, y estableció el precedente de denominación de las sociedades universitarias de América a partir de las iniciales de las palabras en griego de un lema secreto.
El grupo estaba formado por estudiantes que frecuentaban la taberna de Raleigh como zona de encuentro fuera del campus universitario. Hay un persistente rumor de que una logia masónica también se reunió en el mismo lugar, pero no había otro edificio utilizado por los masones en Williamsburg. Es cierto que diez de los miembros originales más tarde se convirtieron en masones. No se sabe si los estudiantes se organizaron para debatir con mayor libertad sobre temas no académicos, o para discutir la política en una sociedad revolucionaria: los primeros registros indican únicamente que los estudiantes se reunieron para debatir y mejorar su oratoria, y sobre temas que habrían sido eliminados no hacía mucho tiempo del plan de estudios.
Hubo sociedades anteriores a la Phi Beta Kappa en el William & Mary, como la FHC (Club del Sombrero Plano) que funcionó hacia 1850 y a la que perteneció el tercer presidente de los Estados Unidos, Thomas Jefferson o como la sociedad PDA (Please, Don't Ask).
La nueva sociedad estaba destinada a ser "puramente de ámbito nacional, sin conexión alguna con nada europeo, ya sea inglés o alemán." Los fundadores de Phi Beta Kappa declararon que la sociedad se formó para promover la simpatía y la camaradería, con "la amistad como base y la benevolencia y la literatura como sus pilares."
Al igual que otras fraternidades, la Phi Beta Kappa fue una sociedad secreta. Para proteger a sus miembros y para inculcar un sentido de solidaridad, cada una tenía los atributos esenciales de la mayoría de las fraternidades modernas: un juramento de secreto, una placa (o ficha) y un diploma (o certificado) de adhesión, lemas (en el caso de la Phi Beta Kappa, en griego y no en latín), un ritual de iniciación, un apretón de manos de reconocimiento. Además, el Phi Beta Kappa pronto añadiría otro atributo, ramas o "capítulos" en otros colegios. 
Antes que la invasión británica de Virginia provocara el cierre temporal del Colegio de William y Mary y la disolución de la Phi Beta Kappa, a principios de 1781, Elisha Parmelee, un exalumno de Yale College y el Harvard College, pasó por Williamsburg y tomó los estatutos de la Phi Beta Kappa para establecer sucursales de la sociedad en estas escuelas. Un segundo capítulo se fundó en la Universidad de Yale a finales de 1780; un tercero, en el Harvard College en 1781, y un cuarto, en el Dartmouth College en 1787. A partir de estos nuevos capítulos, la Phi Beta Kappa evolucionó desde una fraternidad con fines principalmente académicos con algunos otros sociales, hacia una organización estrictamente honorífica para reconocer el aprovechamiento escolar.

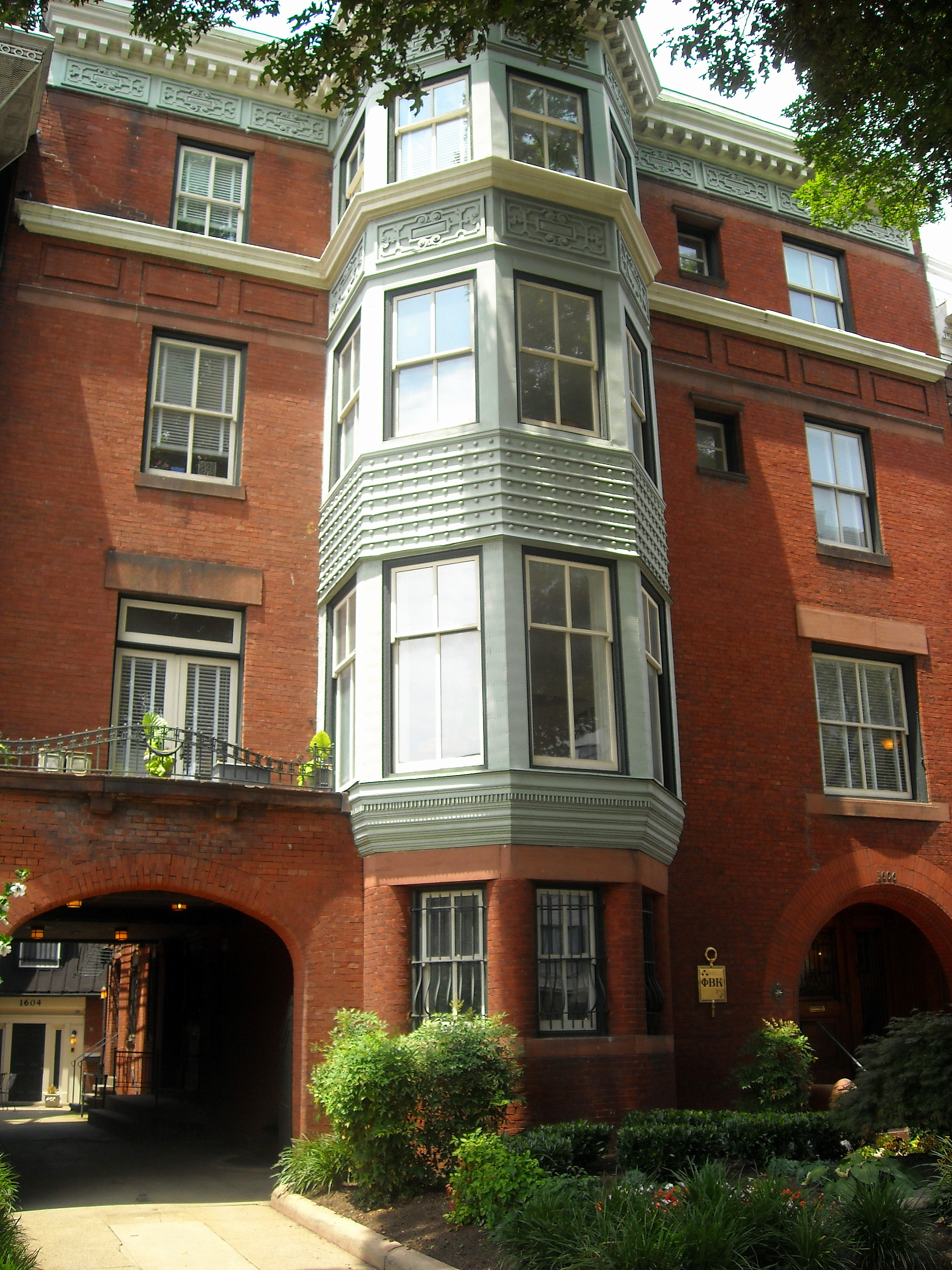
Sede nacional de la Phi Beta Kappa Society situada en el barrio histórico de Dupont Circle en Washington, D.C.

Los capítulos siguientes aparecieron en el Union College en 1817, Bowdoin College en 1825, y la Universidad de Brown en 1830. El capítulo original del William & Mary se restableció. En 1831, el capítulo de Harvard reveló al público los secretos de la fraternidad, durante un período de fuerte sentimiento antimasónico. El primer capítulo establecido después de que la Phi Beta Kappa se convirtiera en una sociedad "abierta" fue en el Trinity College (Connecticut), en 1845.
Como la primera organización colegial de su tipo en adoptar un nombre de letras griegas, la Phi Beta Kappa es generalmente considerada un precursor de las fraternidades de las universidades modernas, así como el modelo para las posteriores sociedades de honor. Irónicamente, fue en parte el aumento del modelo de fraternidades verdaderamente "sociales" creadas a partir de la Phi Beta Kappa en el siglo XIX, lo que obvió los aspectos sociales de la pertenencia a la organización, convirtiéndolas en lo que son actualmente las sociedades de honor.
En 1883, cuando se establecieron los Estatutos Unidos de la Phi Beta Kappa había 25 capítulos. Las primeras mujeres fueron elegidas para la sociedad en la Universidad de Vermont en 1875, y el primer miembro afroamericano fue elegido en la misma institución dos años más tarde.
Cada capítulo se designa por su estado y una letra griega que indica su posición en el orden en que los capítulos de ese estado se fundaron. Por ejemplo, Alpha de Pensilvania se refiere al capítulo en Dickinson College (1887); Beta de Pensilvania, el capítulo en la Universidad de Lehigh (1887); Gamma de Pensilvania, el capítulo en el Lafayette College (1890), y Delta de Pensilvania, el capítulo en la Universidad de Pensilvania (1892).
En 1920, existían un total de 89 capítulos en una variedad de escuelas. Los nuevos capítulos se fueron añadiendo continuamente, hasta que en 2007 había 276. En 1988, los Estatutos de Phi Beta Kappa cambiaron oficialmente su nombre por el de Sociedad Phi Beta Kappa, recordando el nombre con el que había sido creada la organización establecida en 1776.

## La insignia
El símbolo de la Sociedad Phi Beta Kappa es una insignia de oro grabada en el anverso con la imagen de un dedo que señala, tres estrellas, y las letras griegas de las que la sociedad toma su nombre. Las estrellas se dice que representan la ambición de los jóvenes investigadores y los tres principios distintivos de la Sociedad: la amistad, la moral y el aprendizaje. En el reverso se encuentran las iniciales "SP", que significan las palabras en latín Societas Philosophiae, ("Sociedad Filosófica").

## Actividades y publicaciones
La Sociedad Phi Beta Kappa publica The Key Reporter, un boletín trimestral distribuido a todos los miembros que contribuyen y cada dos años a los otros miembros, y The American Scholar, una revista trimestral por suscripción que acepta ensayos sobre literatura, historia, ciencia, asuntos públicos, y cultura.
Phi Beta Kappa también financia un número de becas, programas de visitas escolares, y premios académicos. Sus tres premios son el Premio Ralph Waldo Emerson, el premio Christian Gauss, y el Premio de Ciencia Phi Beta Kappa.

## Miembros
Desde la fundación de la Sociedad en 1776, han sido miembros 17 presidentes de Estados Unidos, 39 jueces del Tribunal Supremo de EE. UU. y más de 130 premios Nobel, junto con innumerables autores, diplomáticos, deportistas, investigadores, actores y líderes empresariales.